# Neuseeländische Badmintonmeisterschaft 2019
Die Neuseeländische Badmintonmeisterschaft 2019 fand vom 2. bis zum 4. August 2019 in Wellington statt.

## Medaillengewinner
| Disziplin    | Gold                           | Silber                         | Bronze                         |
| ------------ | ------------------------------ | ------------------------------ | ------------------------------ |
| Herreneinzel | Abhinav Manota                 | Edward Lau                     | Daxxon Vong                    |
| Herreneinzel | Abhinav Manota                 | Edward Lau                     | Vincent Harris                 |
| Dameneinzel  | Shaunna Li                     | Sally Fu                       | Courtney Trillo                |
| Dameneinzel  | Shaunna Li                     | Sally Fu                       | Christine Zhang                |
| Herrendoppel | Maika Phillips Dacmen Vong     | Jonathan Curtin Dylan Soedjasa | Aidan Karati Te Ao Kura Ormsby |
| Herrendoppel | Maika Phillips Dacmen Vong     | Jonathan Curtin Dylan Soedjasa | Thomas Ellis Wayne Newman      |
| Damendoppel  | Erena Calder-Hawkins Anona Pak | Sally Fu Alyssa Tagle          | Rebecca Fong Jasmin Ng         |
| Damendoppel  | Erena Calder-Hawkins Anona Pak | Sally Fu Alyssa Tagle          | Shaunna Li Christine Zhang     |
| Mixed        | Maika Phillips Anona Pak       | Edward Lau Shaunna Li          | Dacmen Vong Justine Villegas   |
| Mixed        | Maika Phillips Anona Pak       | Edward Lau Shaunna Li          | Nicco Tagle Alyssa Tagle       |